# ينز يورن بيرتيلسن
ينز يورن بيرتيلسن (بالدنماركية: Jens Jørn Bertelsen)‏ ، من مواليد 15 فبراير 1952 ، لاعب كرة قدم دنماركي سابق.
لعب مع منتخب الدنمارك لكرة القدم.

## مسيرته الكروية
لعب ينز يورن بيرتيلسن خلال مسيرته الاحترافية مع 4 أندية في ثمانية عشر موسمًا وسجل خلالها 40 هدف ضمن 427 مباراة. حيث فاز في موسم واحد بالكأس وفي موسم واحد بالدوري.
خاض ينز يورن بيرتيلسن مسيرته مع نادي إيسبيرغ في موسم 1972 في المرة الأولى ليلعب معه أحد عشر موسمًا ثم في عامي 1987-1989 ولمدة موسمين، مشاركًا طوالها في 284 مباراة سجل خلالها 33 هدفًا. ثم انتقل إلى R.F.C. Seraing (1904) ‏ في موسم 1982–83 ولمدة موسمين، حيث شارك في 59 مباراة سجل خلالها 3 أهداف. لينتقل بعدها إلى نادي روان في موسم 1984–85 لمدة موسم واحد، مشاركًا في 35 مباراة سجل خلالها 4 أهداف. ثم انتقل إلى نادي آراو في موسم 1985–86 ولمدة موسمين، مشاركًا في 49 مباراة ولم يسجل أي هدف.

## روابط خارجية
- ينز يورن بيرتيلسن على موقع الاتحاد الدولي (مؤرشف)  (الإنجليزية)
- ينز يورن بيرتيلسن على موقع الاتحاد الأوربي (الإنجليزية)
- ينز يورن بيرتيلسن على موقع قاعدة بيانات كرة القدم.إي يو (الإنجليزية)
- ينز يورن بيرتيلسن على موقع ناشيونال فوتبول تيمز (الإنجليزية)
- ينز يورن بيرتيلسن على موقع عالم كرة القدم.نت (الإنجليزية)